# Зеєв Шефер
Зеєв Шефер (івр. זאב שפר, Шаблон:Урожд Герш Файнштейн; 21 квітня 1905, Умань, Київська губернія — 10 квітня 1964, Цфат, Ізраїль) — ізраїльський політичний діяч, депутат Кнесету від партії Мапай (1951—1955).
Навчався в гімназії у Кишиневі. У 1913 році переїхав з батьками до Ерец Ісраель. У 1917 році служив у Єврейському легіоні. У 1919 році був одним з організаторів Ахдут га-авода і кибуцу Аєлет-га-Шахар. У 1921 році був одним із засновників Гістадрута. Один із засновників Робочої ради Тель-Авіва (1929). З 1939 року — секретар партії Мапай.
У 1939—1945 роках служив у британській армії. У 1951—1955 роках депутат Кнесету 2-го скликання від партії Мапай, заступник голови Кнесету.